# Ceanothus serpyllifolius
Ceanothus serpyllifolius là một loài thực vật có hoa trong họ Táo. Loài này được Nutt. mô tả khoa học đầu tiên năm 1818.